# Valentine de Milan implore la justice du roi Charles VI pour l'assassinat du duc d'Orléans
Valentine de Milan implore la justice du roi Charles VI pour l'assassinat du duc d'Orléans est un tableau peint par Alexandre Colin en 1836. 
En 2014, il est prêté au musée des beaux-arts de Lyon dans le cadre de l'exposition L'invention du Passé. Histoires de cœur et d'épée 1802-1850.